# Buczyno
Buczyno (kaszb. Bùczëno, Bùczno) – część wsi Hopy w Polsce, położona w województwie pomorskim, w powiecie kartuskim, w gminie Przodkowo.
Buczno jest osadą późną, pierwsze zapisy pojawiły dopiero w okresie międzywojennym (1920-1939). Nazwa została utworzona od rzeczownika buk za pomocą przyrostka -ino.
W latach 1975–1998 Buczyno administracyjnie należało do województwa gdańskiego.